# ماورتيوس الهولندية
ماورتيوس كانت مستوطنة رسمية لشركة الهند الشرقية الهولندية على جزيرة موريشيوس بين 1638 و1710، وتستخدم محطة منعشة للسفن العابرة. وكان يتردد عليهh بالفعل السفن الهولندية من 1598 فصاعداً، ولكن استقرت فقط في 1638، لمنع الفرنسيين والبريطانيين من الاستقرار في الجزيرة.